# Clara Westhoff
Clara Westhoff (21 de setembre de 1878 a Bremen – 9 de març de 1954 a Fischerhude, municipi d'Ottersberg), també coneguda com a Clara Rilke o Clara Rilke-Westhoff, fa ser una escultora alemanya i muller del poeta Rainer Maria Rilke.
A l'edat primerenca de 17 anys, Clara Westhoff va anar a Múnic, on va assistir a una escola d'art privada. El 1898, es traslladà a Worpswede i va aprendre escultura amb Fritz Mackensen. Va continuar els seus estudis el 1899 amb Carl Seffner i Max Klinger a Leipzig, i el 1900 amb Auguste Rodin a París, on també assistí a l'Académie Colarossi.
El 1901 es va casar amb el poeta Rainer Maria Rilke a Worpswede. Divuit anys després, va marxar amb la seva filla, Ruth Rilke (1901-1972), a Fischerhude. A casa seva va instal·lar un estudi que després seria el Cafè Rilke, que encara existeix.
El 1925, Westhoff també treballava la pintura, de manera que, a més del seu treball escultòric, va crear una important obra pictòrica. Poc després de morir, com va passar amb moltes dones del món de les arts a la dècada dels 1950, va caure en l'oblit. La seva obra va quedar en mans privades i difícilment el públic podia accedir a aquestes col·leccions. Amb la seva àmplia biografia del 1986, Marina Sauer va iniciar la rehabilitació de l'artista alliberant Clara Rilke-Westhoff del seu fosc paper com a esposa del poeta Rilke i amiga de Paula Modersohn-Becker. Avui dia, Clara Rilke-Westhoff es pot considerar una dona pionera de l'escultura alemanya.

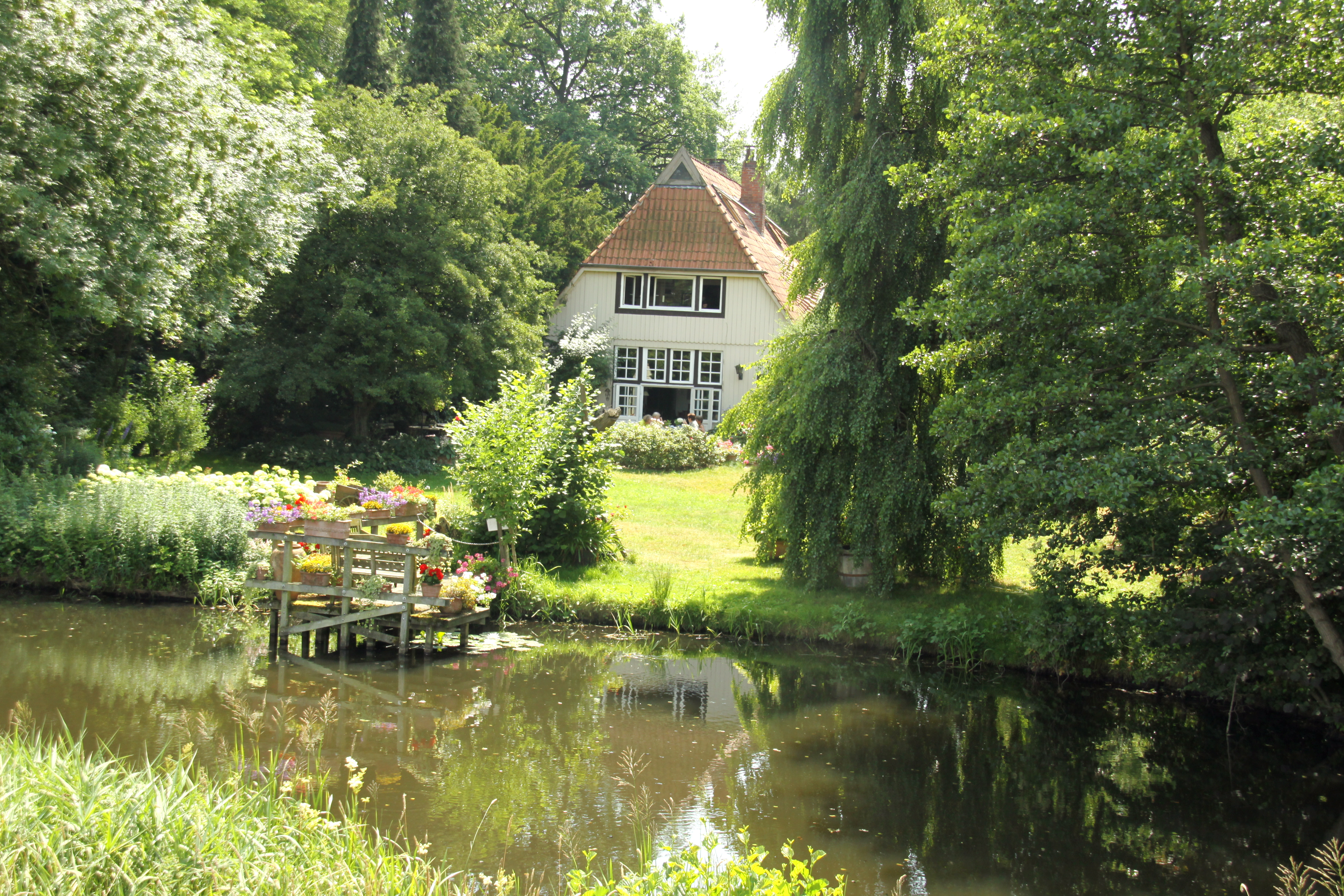
La casa Rilke, a Fischerhude